# Vetle Sjåstad Christiansen
Vetle Sjåstad Christiansen (* 12. května 1992 Ringerike) je norský reprezentant v biatlonu, olympijský vítěz z mužské štafety z pekingské olympiády a trojnásobný mistr světa z mužské, resp. smíšené štafety.
Ve své dosavadní kariéře zvítězil ve světovém poháru v šesti individuálních závodech, když poprvé triumfoval ve sprintu v americkém Soldier Hollow během sezóny 2018/2019. Osmadvacet výher přidal jako člen norské štafety v kolektivních závodech.

## Výsledky

### Olympijské hry a mistrovství světa
| Sezóna  | Akce | Místo                | SP  | SZ  | HZ  | IZ  | ŠT | SŠT | SZD | Věk    |
| ------- | ---- | -------------------- | --- | --- | --- | --- | -- | --- | --- | ------ |
| 2018/19 | MS   | Östersund            | 31. | 23. | 12. | 8.  | 1. | 1.  | –   | 26 let |
| 2019/20 | MS   | Anterselva           | 33. | 10. | 13. | 62. | 2. | –   | –   | 27 let |
| 2021/21 | MS   | Pokljuka             | –   | –   | 16. | –   | 1. | –   | –   | 28 let |
| 2021/22 | ZOH  | Peking               | 20. | 15. | 3.  | 13. | 1. | –   | ×   | 29 let |
| 2022/23 | MS   | Oberhof              | 6.  | 5.  | 12. | 10. | 2. | –   | –   | 30 let |
| 2023/24 | MS   | Nové Město na Moravě | 3.  | 3.  | 8.  | 16. | 2. | –   | –   | 31 let |

Poznámka: Výsledky z olympijských her se do hodnocení světového poháru nezapočítávají, výsledky z mistrovství světa se dříve započítávaly, od mistrovství světa v roce 2023 se nezapočítávají.

## Vítězství v závodech světového poháru, mistrovství světa a olympijských hrách

### Individuální
| Č. | sezóna    | datum            | místo                         | disciplína                |
| -- | --------- | ---------------- | ----------------------------- | ------------------------- |
| 1. | 2018/2019 | 15. února 2019   | Soldier Hollow, Spojené státy | sprint                    |
| 2. | 2021/2022 | 5. prosince 2021 | Östersund, Švédsko            | stíhací závod             |
| 3. | 2021/2022 | 12. března 2022  | Otepää, Estonsko              | závod s hromadným startem |
| 4. | 2022/2023 | 12. března 2023  | Östersund, Švédsko            | závod s hromadným startem |
| 5. | 2023/2024 | 13. ledna 2024   | Ruhpolding, Německo           | sprint                    |
| 6. | 2023/2024 | 21. ledna 2024   | Anterselva, Itálie            | závod s hromadným startem |

### Kolektivní
| Č.                                                         | sezóna    | datum              | místo                         | disciplína           |
| ---------------------------------------------------------- | --------- | ------------------ | ----------------------------- | -------------------- |
| 1.                                                         | 2012/13   | 9. prosince 2012   | Hochfilzen, Rakousko          | štafeta              |
| 2.                                                         | 2013/14   | 7. prosince 2013   | Hochfilzen, Rakousko          | štafeta              |
| 3.                                                         | 2016/17   | 11. ledna 2017     | Ruhpolding, Německo           | štafeta              |
| 4.                                                         | 2018/2019 | 18. ledna 2019     | Ruhpolding, Německo           | štafeta              |
| 5.                                                         | 2018/2019 | 8. února 2019      | Canmore, Kanada               | štafeta              |
| 6.                                                         | 2018/2019 | 7. března 2019     | Östersund, Švédsko (MS)       | smíšená štafeta      |
| 7.                                                         | 2018/2019 | 16. března 2019    | Östersund, Švédsko (MS)       | štafeta              |
| 8.                                                         | 2019/2020 | 11. ledna 2020     | Oberhof, Německo              | štafeta              |
| 9.                                                         | 2019/2020 | 7. března 2020     | Nové Město, Česko             | štafeta              |
| 10.                                                        | 2020/2021 | 6. prosince 2020   | Kontiolahti, Finsko           | štafeta              |
| 11.                                                        | 2020/2021 | 20. února 2021     | Pokljuka, Slovinsko (MS)      | štafeta              |
| 12.                                                        | 2021/2022 | 4. prosince 2020   | Östersund, Švédsko            | štafeta              |
| 13.                                                        | 2021/2022 | 12. prosince 2021  | Hochfilzen, Rakousko          | štafeta              |
| 14.                                                        | 2021/2022 | 23. ledna 2022     | Anterselva, Itálie            | štafeta              |
| OH                                                         | 2021/2022 | 15. ledna 2022     | Peking, Čína (ZOH)            | štafeta              |
| 15.                                                        | 2021/2022 | 4. března 2022     | Kontiolahti, Finsko           | štafeta              |
| 16.                                                        | 2021/2022 | 13. března 2022    | Otepää, Estonsko              | smíšená štafeta      |
| 17.                                                        | 2022/2023 | 1. prosince 2022   | Kontiolahti, Finsko           | štafeta              |
| 18.                                                        | 2022/2023 | 10. prosince 2022  | Hochfilzen, Rakousko          | štafeta              |
| 19.                                                        | 2022/2023 | 8. ledna 2023      | Pokljuka, Slovinsko           | smíšený závod dvojic |
| 20.                                                        | 2022/2023 | 13. ledna 2023     | Ruhpolding, Německo           | štafeta              |
| 21.                                                        | 2022/2023 | 22. ledna 2023     | Anterselva, Itálie            | štafeta              |
| 22.                                                        | 2022/2023 | 5. března 2023     | Nové Město, Česko             | smíšený závod dvojic |
| 23.                                                        | 2022/2023 | 11. března 2023    | Östersund, Švédsko            | štafeta              |
| 24.                                                        | 2023/2024 | 30. listopadu 2023 | Östersund, Švédsko            | štafeta              |
| 25.                                                        | 2023/2024 | 10. prosince 2023  | Hochfilzen, Rakousko          | štafeta              |
| 26.                                                        | 2023/2024 | 11. ledna 2024     | Ruhpolding, Německo           | štafeta              |
| 27.                                                        | 2023/2024 | 3. března 2024     | Holmenkollen, Norsko          | smíšený závod dvojic |
| 28.                                                        | 2023/2024 | 8. března 2024     | Soldier Hollow, Spojené státy | štafeta              |
| – závod na mistrovství světa – závod na olympijských hrách |           |                    |                               |                      |